# Trois prétendants... un mari
Trois prétendants... un mari est un roman et la première pièce de théâtre de l'écrivain camerounais Guillaume Oyônô Mbia, paru en 1964. Se situant après l'indépendance du Cameroun, il aborde le mariage forcé de jeunes filles. Il dénonce les dessous de la dot et les réalités relatives au mariage dans la société africaine traditionnelle.
Cette pièce de théâtre a remporté en janvier 1970 le prix El Hadji Ahmadou Ahidjo.

## Résumé
Trois prétendants... un mari commence en 1960 à Mvoutessi, un village du Sud avec Juliette, une jeune fille de 18 ans et élève dans une école secondaire, qui y vit avec sa famille (notamment Makrita sa mère, Atangana son père, Kouma son cousin, Ondoua son oncle, Bella sa grand-mère et Abessolo son grand-père).
Juliette est très appréciée au village, et est même la fille la plus appréciée du village. Elle réussit alors à capter l'attention de plusieurs hommes dont Ndi un cultivateur du village et premier prétendant de Juliette, Mbia un riche fonctionnaire de Sangmélima très apprécié par la famille et deuxième prétendant, Tchetgen un commerçant de passage à Mvoutessi et troisième prétendant de Juliette. Atangana et la famille ont pris la décision à son insu d'encaisser la dot et de marier leur fille, et vont attendre le retour de cette dernière pour l'informer de la nouvelle. Cependant, Ndi a déposé cent mille Francs de dot chez l'un des parents, Mbia lui a déposé chez l'autre parent deux cent mille Francs de dot suivi de plusieurs pots-de-vin ainsi que de nombreuses promesses. Chaque prétendant de son côté ayant déjà été rassuré ne se doute de rien.
À son arrivée, Juliette est informée de la nouvelle de son mariage et proteste qu'elle ne peut pas se marier à un quelqu'un qu'elle ne connait même pas. Elle va, sur ce, leur annoncer qu'elle est déjà fiancée au jeune Oko, un jeune lycéen du village qu'elle connait depuis et aime beaucoup. Alors pour réussir à contre-carrer les plans de la famille, elle décidera de voler l'argent des premiers prétendants afin que son bien-aimé puisse racheter la dot avec la complicité de Kouma. À la suite de la disparition de cet argent, Atangana fera appel à Mbarga le chef du village de Mvoutessi et président des palabres publiques. À cet effet, les villageois décident d'appeler Sanga-Titi, un sorcier du village, pour savoir qui sont les responsables de la disparition de l'argent. C'est à ce moment que Juliette fait son entrée en scène et propose d'épouser le premier qui offrira trois cent mille Francs, et précise également que rien de plus ne sera demandé à celui-ci. Oko est finalement celui qui paiera la somme demandée par Juliette.

## Style et structure narrative
La pièce théâtrale à travers la satire traite des maux tels que la dot excessive demandée par des parents cupides aussi bien que l'imposition des gendres sur les futures épouses. Des maux encore de moins en moins tabou dans la société africaines et toujours présentes jusqu'à nos jours. Elle insiste encore plus sur les problèmes provenant des interférences parentales dans le mariage forcé,.

## Récompenses
- Prix El Hadji Ahmadou Ahidjo, décerné à Guillaume Oyono Mbia en janvier 1970 pour Trois prétendants...un mari et l'ensemble de son œuvre[1].